# Anton Wurzer
Anton Wurzer (* 1. August 1893 in Altenstadt an der Waldnaab; † 5. Januar 1955 in Amberg) war ein deutscher Lehrer und Oberpfälzer Mundart- und Heimatdichter. Während der Zeit des Nationalsozialismus war er politisch aktiv in der NSDAP und trug als Dichter zur NS-Heimatliteratur bei.

## Leben
Anton Wurzer wurde in Altenstadt an der Waldnaab geboren. 1895 siedelte die Familie nach Weiden über, wo Wurzer seine Kindheit und Jugend verbrachte. Dort besuchte er die Volksschule und von 1906 bis 1909 die Präparandenschule, die auf den Beruf des Volksschullehrers vorbereitete. Im Anschluss daran absolvierte er die Lehrerbildungsanstalt in Amberg von 1909 bis 1912.
Gerade 21 Jahre alt geworden meldete er sich im August 1914 als Kriegsfreiwilliger und trat in das 3. Feldartillerie-Regiment Prinz Leopold am Standort Grafenwöhr ein. Nach kurzer Grundausbildung ging es bereits am 20. September ins Feld. In späteren Jahren sollte er mit kaum verhohlenem Stolz davon sagen: „Ich rückte mit derselben Division, bei der auch der Führer stand, ins Feld.“
Er kämpfte in den folgenden Jahren vor allem an der Westfront, nahm an den Schlachten von Ypern, Neuve-Chapelle, La Bassée, Arras und Verdun teil. Zu diesem Zeitpunkt war er bereits Unteroffizier und hatte im Dezember 1916 das Eiserne Kreuz Zweiter Klasse erhalten. Zur gleichen Zeit wurde er zunächst leicht verwundet und dann gaskrank, schließlich befiehl ihn die Ruhr. Einen Großteil des Jahres 1917 verbrachte er schwer erkrankt im Lazarett. Am 24. November 1918 wurde Wurzer im Range eines Vizewachtmeisters und Offiziersaspiranten aus der Armee entlassen.
Nachdem er bereits 1916 die Anstellungsprüfung als Lehrer abgelegt hatte, trat er im Januar 1919 seine erste Stelle als Lehrer an der Volksschule Pleystein an. Er heiratete am 21. Juli 1921 die Apothekerstochter Emma Ebenauer und betätigte sich erstmals politisch als Führer der Landfahne Böhmerwald der bayerischen Einwohnerwehr. Auch wurde er Mitglied in der radikal-antisemitischen Alten Deutschen Reichsflagge, von 1921 bis 1923 war er auch Mitglied der NSDAP.
Ab der Mitte der 1920er Jahre betätigte sich Wurzer als Schriftsteller, zunächst erschienen seine Lyrik- und Prosawerke in Zeitungen und Zeitschriften. Er betrachtete Hermann Hesse als Dichtervater, pflegte Kontakte zu Autoren wie Gottfried Kölwel, jedoch auch zu NS-Autoren wie Hans Franck und Heinz Schauwecker. 1932 erschien Wurzers Gedichtband Zwischen Steinen und Sternen.
Nach der Machtergreifung der Nationalsozialisten trat Wurzer am 1. Mai 1933 wieder in die NSDAP ein (Mitgliedsnummer 2.259.618). Von Dezember 1933 bis Mai 1935 war er Scharführer in der Hitlerjugend, besuchte diverse Schulungslager und betätigte sich als Kreisredner und Kreisschulungsleiter. Im Jahr 1939 trat er dem Bamberger Dichterkreis bei.
Ebenfalls 1939 wurde ihm die Ehrenbürgerwürde in Pleystein verliehen. Kurz darauf erfolgte seine erbetene Versetzung nach Amberg. Wurzer veröffentlichte zu dieser Zeit in Zeitungen und Zeitschriften sowie in Anthologien der NS-Heimatliteratur. Seit 1944 arbeitete er dort auch als Vertrauensmann des Sicherheitsdiensts der Nationalsozialisten. Nicht zuletzt aufgrund dieser Tätigkeit wurde Wurzer am 25. April 1945 von US-amerikanischen Truppen nach Einnahme der Stadt Amberg inhaftiert und verbrachte die Jahre 1945–1948 in den Internierungslagern in Hersbruck, Plattling, Nürnberg-Langwasser und Regensburg. In Regensburg wurde er von der Lagerspruchkammer zunächst als „Belasteter“ eingestuft, in einem Berufungsverfahren wurde er als „Mitläufer“ eingestuft.
Die verbleibenden Jahre seines Lebens verbrachte er in Amberg, wo er wieder in den Schuldienst aufgenommen wurde und als Schriftsteller tätig sein konnte. 1953 erhielt er die Max-Reger-Medaille der Stadt Weiden.
Wurzer starb am 5. Januar 1955 in Amberg, als er gerade auf dem Weg zu einer Lesung war. Posthum erschien im selben Jahr seine Amberger Mär. Im Jahr 1980 wurden die sterblichen Überreste in seinen Geburtsort Altenstadt überführt. An seinem Geburtshaus wurde eine Gedenktafel angebracht.

## Werke (Auswahl)
- Zwischen Steinen und Sternen. 1932
- Gottes Orgel geht durch den Wald. 1940
- Steinpfälzer Schelmenspiegel. 1952
- Amberger Mär. 1955 (posthum)

## Ehrungen
- 1953: Max-Reger-Medaille der Stadt Weiden in der Oberpfalz
- Gedenktafel an seinem Geburtshaus in Altenstadt an der Waldnaab
- Straßenbenennungen in verschiedenen Orten der Oberpfalz